# Pinksterkerk (Turnhout)

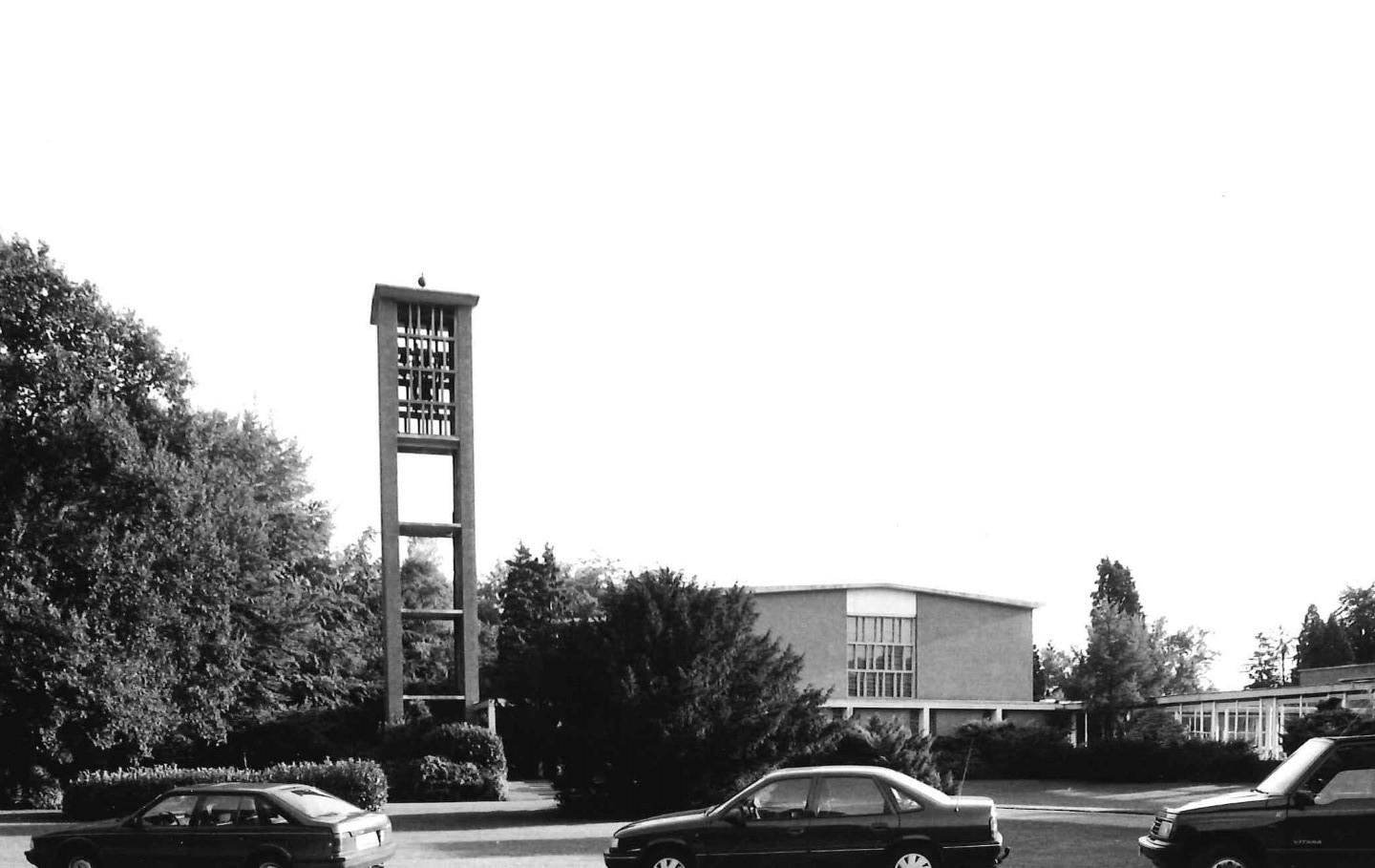
Pinksterkerk

De Pinksterkerk is een rooms-katholiek kerkgebouw in de Belgische stad Turnhout, gelegen aan de Koningin Astridlaan.
De jezuïeten lieten in de wijk Het Stokt in 1934-1936 een complex voor het Sint-Jozefcollege Turnhout bouwen.
In 1960-1961 werd een kerk bij dit college gebouwd naar ontwerp van Adrien Bressers. Tot 1969 fungeerde dit als kapelanie, en in 1969 werd het een zelfstandige parochie.
Deze kerk, in de stijl van het naoorlogs modernisme, is een rechthoekige zaalkerk met een plat dak en een iets verhoogd koor. De kerk is uitgevoerd in beton met bakstenen wanden. Jan Cobbaert ontwierp de vele glas-in-lood en glas-in-betonramen. De kerk heeft een vrijstaande open klokkentoren in skeletbouw.
Het orgel is van 1938 en werd gebouwd door J. Klais uit Bonn.